# Chlorospin du Pirré
Chlorospingus inornatus
Espèce
Statut de conservation UICN

 LC  : Préoccupation mineure
Le Chlorospin du Pirré (Chlorospingus inornatus) anciennement Tangara du Pirré, est une espèce de passereaux appartenant à la famille des Passerellidae.

## Répartition
Il est endémique au Panama.

## Habitat
Il vit dans les zones humides subtropicales ou tropicales d'altitude.